# Afrid
Afrid fou un bisbe cristià del segle v, que exercí el seu magisteri a la província de Sagastan (Sistan).
Afrid és un nom propi (que vol dir Beneit) generalment part d'un altre nom. Va representar al Sagastan al sínode de bisbes convocat pel catholicos Dadisho (Dādīšōʿ, swnhdws ddyšwʿ) el 424, en el regnat de Bahram IV Gor (388-399). Aquest sínode fou el primer que va intentar la fundació d'una església nacional iraniana, procés que va culminar amb l'adopció de la nestoriana constitutio dogmatica al sínode de Bēth Lāpaṭ el 484. El dret d'apel·lació a l'església occidental va quedar suprimit i el catholicos d'orient (qatolīqā dəmadnḥā) quedava com a responsable únicament davant de Crist.
Un altre bisbe de Sagastan, Xurmāh, va representar a la província al sínode de Mar Ezekiel del 576.